# Przygody Timmy’ego: Abra-Katastrofa!
Przygody Timmy’ego: Abra-Katastrofa! (oryg. Fairly Oddparents: Abra-Catastrophe!) – trzyczęściowy film trzeciej serii serialu Przygody Timmy’ego w reżyserii Butcha Hartmana.
Produkcja filmu rozpoczęła się w 2002. Premiera w USA miała miejsce 12 lipca 2003 na kanale Nickelodeon. 15 lipca 2003 film ukazał się na DVD i VHS on Warner Home Video. W Polsce film został podzielony na trzy odcinki, które zostały wyemitowane w dniach 3–5 marca 2008 na kanale KidsCo oraz 12–14 kwietnia 2010 na kanale Disney Channel. Film trwa 73 minuty.

## Fabuła

### Część 1
Minął rok odkąd Timmy otrzymał wróżków chrzestnych Cosma i Wandę. Za dochowanie tajemnicy ich istnienia, chłopiec otrzymuje prezenty od przedstawicieli świata magii. Jednym z prezentów jest magiczna babeczka – źródło potężnej mocy, spełniająca życzenia każdego kto zje jej kawałek, nawet dorosłych. Aby nikt nie dowiedział się o imprezie w pokoju Timmy’ego, Wanda tworzy klamkę-zapominajkę, która kasuje pamięć z ostatniej chwili osobie, która jej dotknie. Tymczasem chłopiec odkrywa, że jego rodzice ciągle go okłamują, więc przy pomocy babeczki życzy sobie, aby mówili prawdę. Państwo Turnerowie postanawiają przejrzeć wszystkie rodzinne nagrania, aby odkryć ile razy okłamali swojego syna. Tymczasem o istnieniu wszechpotężnej babeczki dowiaduje się nauczyciel Timmy’ego – Denzel Crocker, pragnący udowodnić istnienie wróżków chrzestnych. Sytuacja komplikuje się, gdy babeczka przez przypadek wpada w ręce szkolnego dostawcy jedzenia. Okazuje się, że w szkole odbywa się babeczkowy dzień. Timmy postanawia odnaleźć babeczkę, zanim zrobi to Crocker. Aby utrudnić nauczycielowi poszukiwania Timmy organizuje „bitwę na żarcie”, podczas której wszyscy rzucają się babeczkami. Problem pojawia się, gdy babeczka trafia w ręce Bippy’ego – małpy przyniesionej przez AJ'a. Zwierzę wypowiada życzenie.

### Część 2
Bippy życzy sobie żeby całym światem władały małpy. Jako że wróżkowie służą przedstawicielem dominującego gatunku, Timmy traci swoich wróżków chrzestnych na rzecz Bippy’ego. Życzenia małpy spełnia głównie Cosmo, który zna ich język. Timmy idzie do szkoły, a tam małpy aresztują Crockera, ponieważ ten uważał się za ich władcę. Gdy chłopiec prawie odnajduje babeczkę, trafia do więzienia w Zakazanym Mieście, gdzie małpy trzymają ludzi, aby wykonywać na nich operacje. Timmy'emu oprócz Crockera towarzyszy również szkolny łobuz Francis. Gdy Bippy przygląda się eksperymentom wykonywanym na ludziach, babeczka wypada mu z rąk, a Cracker jest głodny i ją próbuje chwycić. Bippy widzi jak małpy chcą zrobić na Timmym operację i przypomina sobie, że Timmy go wcześniej uwolnił, więc życzy sobie, aby cały świat był z powrotem normalny. Niestety Crocker znajduje babeczkę i ma moc, którą czerpie z Wandy, Cosmo się boi i ucieka, a Bippy zajada babeczki.

### Część 3
Most z Ziemi do Świata Wróżków zostaje zniszczony przez Jorgena, aby nikt się nie mógł do niego przedostać, a Timmy’ego łapią rodzice, ponieważ nie ma na sobie kombinezonu od Crockera. Na szczęście klamka-zapominajka wciąż działa, więc Timmy idzie do fortecy swego nauczyciela. Tam dołącza do niego Cosmo z wielkimi mięśniami, które wyćwiczył oglądając jeden film. Niestety to zawodzi i zostaje wciągnięty przez Crackera. Timmy dzięki prezentom otrzymanym od magicznych stworzeń stara się walczyć z Crockerem, który wciąż przed nim ucieka. W końcu Timmy opada z sił, ale wymyśla podstęp który może go uratować.

## Obsada Angielska
- Tara Strong jako Timmy Turner
- Susan Blakeslee jako Wanda / mama Timmy’ego
- Daran Norris jako Cosmo / tata Timmy’ego / Jorgen Von Python
- Carlos Alzraqui jako pan Crocker
- Grey DeLisle jako Vicky
- Frankie Muniz jako Chester
- Ibrahim Muhammad jako A.J.

## Polski dubbing
Wersja polska: Toya Sound Studios
Reżyseria i dialogi:
- Krzysztof Staroń (cz. 2)
- Anna Klimk (cz. 1 i 3)

Tekst polski: Monika Gajdzińska
Dźwięk i realizacja: Michał Kosterkiewicz
Wystąpili:
- Magdalena Dratkiewicz – Timmy Turner
- Jolanta Jackowska-Czop – Wanda
- Jacek Łuczak – Cosmo
- Magdalena Zając – mama Timmy’ego / Vicky
- Mariusz Siudziński – Tata Timmy’ego
- Gracjan Kielar – A.J.
- Tomasz Piątkowski – Chester
- Janusz German – pan Crocker / Jorgen Von Python

i inni